# Cabo Sardão
O Cabo Sardão situa-se na costa alentejana sobre o Oceano Atlântico, no concelho de Odemira, distrito de Beja, em Portugal.
É a maior proeminência da costa ocidental entre o cabo de Sines e o cabo de São Vicente.
Neste cabo foi construído o Farol do Cabo Sardão.